# Agnieszka Jastrzębska
Agnieszka Jastrzębska, po mężu Szypura (ur. 23 sierpnia 1976 w Krakowie) – polska prezenterka, dziennikarka i autorka tekstów piosenek.

## Życiorys
Jest córką Jerzego i Barbary. Ma młodszą o trzy lata siostrę, Aleksandrę. Wychowała się w Biskupcu.
Studiowała polonistykę. W trakcie studiów odbyła staż w tygodniku „Polityka”. Później przez siedem lat związana była z dwutygodnikiem „Viva!” jako dziennikarka działu zagranicznego. Kolejne pięć lat pełniła funkcję szefa działu zagranicznego w miesięczniku „Twój Styl”, a także prowadziła rubrykę „Styl życia”. Od września 2012 do lutego 2014 była redaktor naczelną magazynu „Gala”.
W 2009 rozpoczęła pracę w TVN. W latach 2009–2020 była reporterką programu Dzień dobry TVN, w którym prowadziła pasmo Showbiz info. W latach 2014–2015 prowadziła dwie edycje programu Kto poślubi mojego syna?.
W 2014 uruchomiła blog plotkarski „Jastrząb Post”, który promowała w kampanii reklamowej Idea Bank. W 2015 założyła spółkę Mediapop (wcześniej: Jastrząb Media Press), której całkowite udziały pod koniec 2022 sprzedała firmie Wirtualna Polska Media.
W 2016 wystąpiła w kampanii reklamowej sieć telekomunikacyjną Orange, jednak spoty telewizyjne z udziałem dziennikarki spotkały się z negatywnym odbiorem w mediach, wobec czego firma przerwała ich emisję.
Po odejściu z telewizji zajęła się produkcją filmową, wyprodukowała m.in. filmu Damiana Kocura Pod wulkanem (2024).

## Życie prywatne
Jest żoną multiinstrumentalisty i producenta muzycznego Mariusza Szypury. Ma dwoje dzieci, Vincenta i Polę.

## Twórczość[12]
Teksty piosenek (napisanych pod nazwiskiem „Szypura”)
- „Masz obok mnie”, wyk. Rafał Brzozowski (1999)
- „Niagara Falls”, wyk. Silver Rocket feat. Monika Brodka (2008)
- „Nie kłam, że kochasz mnie”, wyk. Ewelina Flinta i Łukasz Zagrobelny (2008)
- „To nie tak, jak myślisz”, wyk. Edyta Górniak (2008)
- „Wierność jest nudna”, wyk. Natalia Kukulska (2010)
- „Wszystko przed nami” (2012)
- „The End”, Silver Rocket feat. Wojtek Wiśniewski (2012)
- „Kochaj mnie” (2012)
- „Big Love”, wyk. Ada Szulc (2012)
- „Kiss Me, Kiss Me”, wyk. Ada Szulc (2012)
- „Soul for Sale”, wyk. Ada Szulc (2012)

Muzyka
- „Agentki” wyk. Beata Bednarz (2008)